# Dactylopisthes video
Dactylopisthes video – gatunek pająka z rodziny osnuwikowatych.

## Taksonomia
Gatunek opisany jako Cheniseo video w 1947 przez R. V. Chamberlina i W. Ivie na podstawie okazów samców (okaz z 1943 jako holotyp) i samic (okaz z 1943 jako allotyp) odłowionych w 1943 i w 1945 przez J. C. Chamberlina w dolinie rzeki Matanuska na Alasce. W rodzaju Scytiella umieszczony przez Eskova w 1988, a w rodzaju Dactylopisthes przez Marusika i Eskova w 1992.

## Opis
Samiec długości 1,65 a samica 1,53 mm. Karapaks lekko wyniesiony, brązowy z typowym wzorem. Oczy małe w dwóch, u samca nieco odchylonych w przeciwne kierunki, rzędach. U samicy przedni rząd oczu prosty. Szczękoczułki brązowe, u samicy z pięcioma ząbkami na zewnętrznej krawędzi kłów i 4 mniejszymi na wewnętrznej. Sternum, labium, epigynum i kądziołki przędne brązowe. Odwłok czarnawy. Odnóża i nogogłaszczki żółtawo-brązowe.

## Występowanie
Gatunek występuje na Alasce, w Kanadzie, Rosji i Mongolii.